# Conisania
Conisania é um gênero de traça pertencente à família Noctuidae.